# Hospital Maciel
El Hospital Maciel es un hospital público de Montevideo, gestionado por la Administración de los Servicios de Salud del Estado. Se encuentra ubicado en la Ciudad Vieja de Montevideo.  
Integrada al Hospital, se encuentra la Capilla de la Caridad del Hospital Maciel.

## Historia

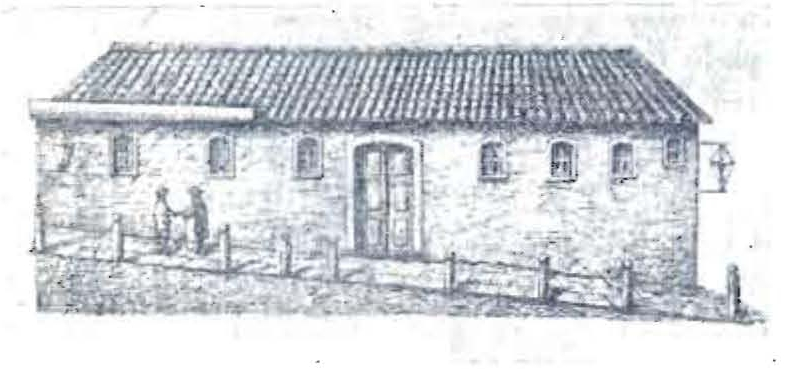
Hospital de Caridad en 1788.

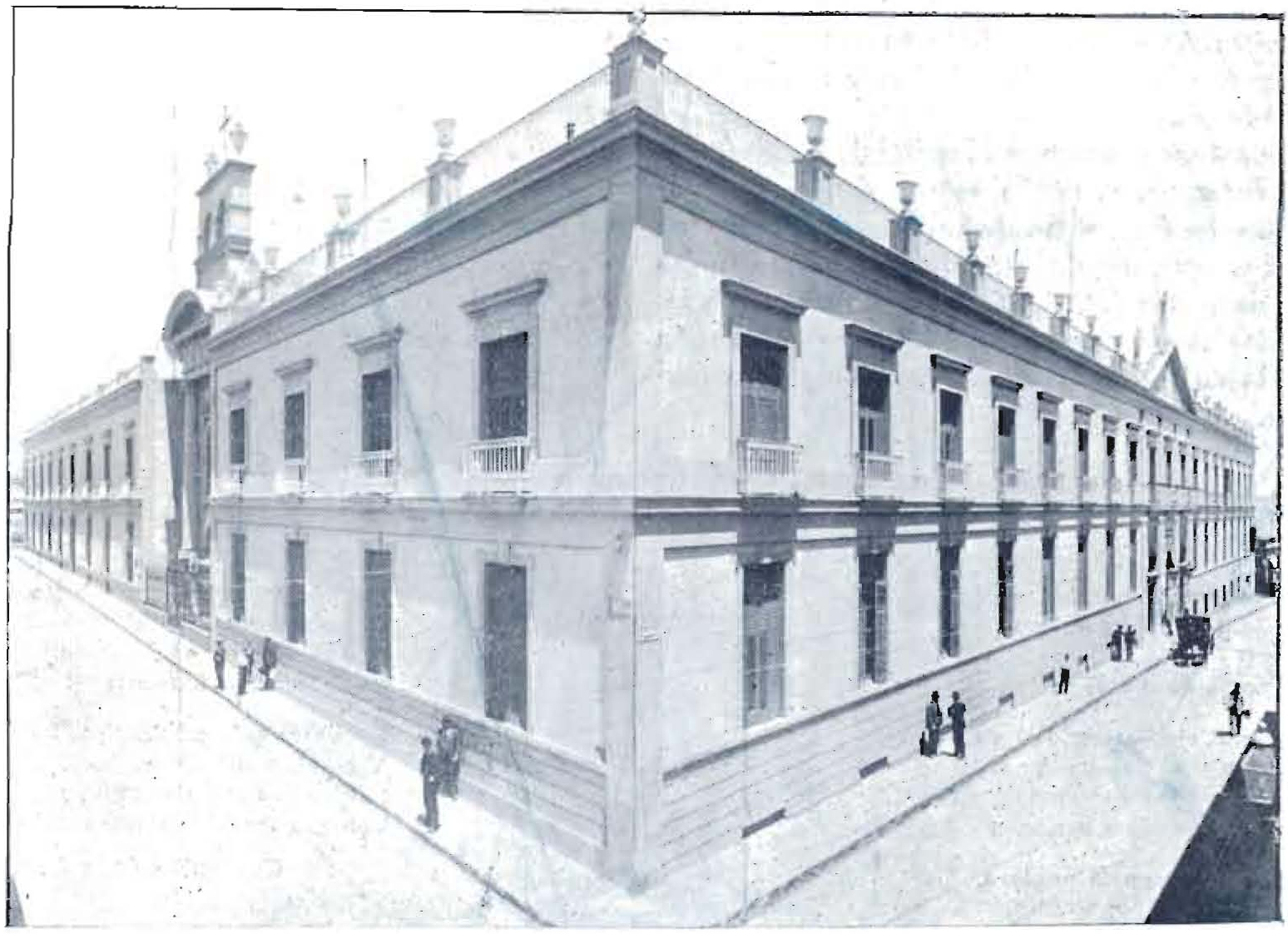
Hospital de Caridad en 1900.

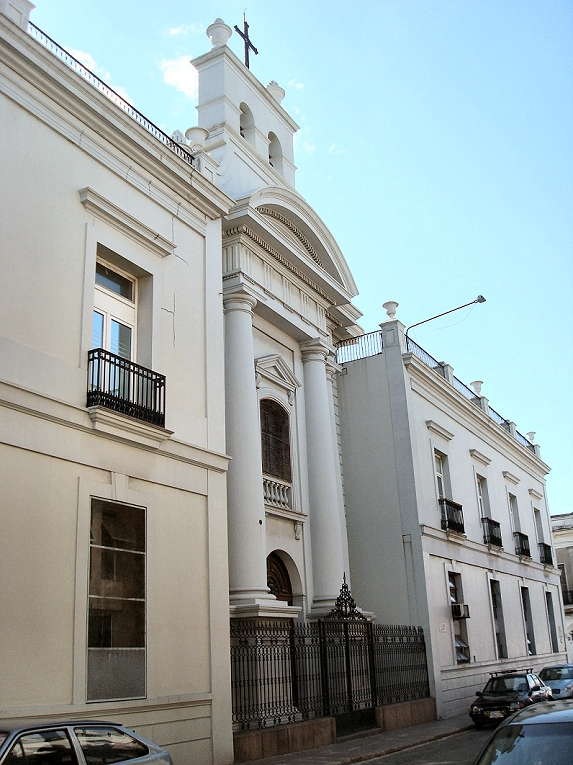
Fachada del Hospital Maciel sobre la calle Francisco Maciel.

Las obras para la construcción del hospital se iniciaron en el año 1781 y finalizaron en 1788. La iniciativa del hospital fue de Mateo Vidal y la obra fue financiada en parte por Francisco Maciel,. Los mismos pertenecían a la Hermandad de San José y de la Caridad, que había sido fundada en 1775 por Vidal y por el rector de la Iglesia Matriz, Felipe Ortega y Esquivel, junto con otros vecinos. Francisco  Maciel se integró a la cofradía posteriormente, en 1785. El 17 de junio de 1788 fue inaugurado el hospital.
La edificación fue ampliada sucesivamente a lo largo del tiempo. Más adelante, en el año 1825, fue colocada la piedra fundamental del edificio actual, con planos del arquitecto José Toribio (hijo de Tomás Toribio). Otros arquitectos también fueron haciendo su aporte, tales como Bernardo Poncini (ala sobre la calle Guaraní, año 1859), Eduardo Canstatt (esquina de Guaraní y 25 de mayo, año 1879), y Julián Masquelez (ampliación sobre Maciel y Washington, año 1889).
En el año 1911, fue renombrado en  homenaje a Francisco Maciel. 

## Servicios y departamentos
- Odontológico
- CTI
- Diálisis Crónica
- Nefrología Agudos
- Diálisis Peritoneal
- Salud mental
- Cardiología
- Hematología y TMO
- Hemoterapia
- Medicina Transfusional
- Medicina Paliativa
- Cirugía de Tórax
- Neumología
- Oftalmología
- Oncología
- Otorrinolaringología
- Psicología
- Cirugía Vascular
- Neurología
- Enfermedades infecciosas
- Neurocirugía
- Urología
- Dep. de Emergencia
- Dep. de Enfermería
- Radiología
- Imageonologia
- Ecografía
- Laboratorio Central
- Laboratorio de Anatomía Patológica
- Microbiología y Biología Molecular

## Hospital escuela
El Hospital Maciel cuenta con servicios docentes de clínicas médicas y quirúgicas de la Facultad de Medicina de la Universidad de la República, desde poco después de la fundación de la misma. Aparte de brindarle asistencia a los usuarios, dicta cursos de CIMGI Y CCGI, tiene practicantes internos y forma residentes en varias especialidades.